# Ljutaje
Ljutaje (en serbe cyrillique : Љутаје) est un village de Serbie situé dans la municipalité de Sjenica, district de Zlatibor. Au recensement de 2011, il comptait 42 habitants.

## Démographie
| 1948 | 1953 | 1961 | 1971 | 1981 | 1991 | 2002 | 2011 |
| ---- | ---- | ---- | ---- | ---- | ---- | ---- | ---- |
| 138  | 151  | 164  | 127  | 124  | 116  | 88   | 42   |

|  |